# عبد الكريم ميرغني محمد
عبد الكريم ميرغنى محمد من مواليد مدينة أم درمان بالسودان عام 1925، وهو أخو السياسى عبد الله ميرغنى والسياسى ورجل الاقتصاد ووزير مالية السودان ومحافظ بنك السودان عبد الرحيم ميرغنى وأخو عبد العزيز ميرغنى الخبيرالاقتصادى بالشركة العامة لاستثمار أموال البترول التابعة (اوابيكو) لمنظمة الدول العربية المصدرة للبترول والذي تعلم بجامعة جورج تاون بواشنطن بالولايات المتحدة الاميريكية وأمين ميرغنى رجل الاقتصاد ووكيل وزارة التجارة والملحق التجارى للسودان بواشنطن مبارك ميرغنى محمد رجل الأعمال بالسودان وعبد الرحمن ميرغنى وأبوالقاسم ميرغنى طالب القانون والذي اغتيل في حوادث مارس المشهورة بالسودان عام 1953.

## حياته
درس المدرسة الابتدائية والمتوسطة والثانوية بالمدارس السودانية والتحق بعدها بكلية غردون التذكارية التي أصبحت جامعة الخرطوم فيما بعد وبعد تخرجه عمل في سلك التعليم بالسودان ثم التحق بوزارة الخارجية السودانية وابتعث إلى المملكة المتحدة لدراسة علم الاقتصاد بجامعة برستول بالمملكة المتحدة.
وبعد إكمال دراسته ونيل السودان لاستقلاله أصبح السكرتيرالثاني للسفارة السودانية بالمملكة المتحدة وهو من مؤسسى السفارة السودانية وتنقل بعدها سفيرًا للسودان في اليونان دول شرق آسيا الهند واليابان وعاد بعدها سفيرًا للسودان لدى جمهورية مصر العربية وتم اختياره وزيرًا للتجارة السودانية في عهد ثورة أكتوبر التي أطاحت بالحكم العسكري والفريق إبراهيم عبود وبعد قيام ثورة مايو الاشتراكية بالسودان التي قادها جعفر النميرى تم اختياره وزيرًا للتخطيط وهو صاحب الخطط الخمسية والعشرية لتنمية السودان
أقيل من منصبه بعد محاولة الحزب الشيوعي السودانى الاستيلاء على السلطة في السودان بالمحاولة الانقلابية التي قادها هاشم العطا وفاروق حمدالله وبابكر النور بزعامة الشفيع أحمد الشيخ وعبد الخالق محجوب الرجل الألمعى الذكى واتهم وقتها عبد الكريم ميرغنى بأن عثر على ورقة في جيب عبد الخالق محجوب وقتها كتب فيها عبد الكريم ميرغنى وزيرًا للخارجية
زج به في السجن لفترة طويلة وبعد خروجه من المعتقل واعتزاله للعمل السياسى انكب على دراسة علم الأعشاب والتداوى به وتفسير القران الكريم والتصوف وأصبح مجلسه في منزله بحى ودأرو بأم درمان عامرًا بالعلماء والمثقفين والأطباء والعلماء والسياسين كان متحدثًا لبقًا باللغة العربية والإنجليزية ويعرف اصول الدبلوماسية والكياسة والفطنة. توفى في عام 1995 بمستشفى النيل الأزرق بام درمان بالسودان.